# Ендшиц
Ендшиц (њем. Endschütz) општина је у њемачкој савезној држави Тирингија. Једно је од 61 општинског средишта округа Грајц. Према процјени из 2010. у општини је живјело 363 становника. Посједује регионалну шифру (AGS) 16076017.

## Географски и демографски подаци
Ендшиц се налази у савезној држави Тирингија у округу Грајц. Општина се налази на надморској висини од 279 метара. Површина општине износи 5,3 km². У самом мјесту је, према процјени из 2010. године, живјело 363 становника. Просјечна густина становништва износи 69 становника/km².

## Међународна сарадња
| Мјесто  | Држава    | Врста сарадње | Од    |
| ------- | --------- | ------------- | ----- |
| Мезетир | Мађарска  | пријатељство  | 1996. |
|         | Француска | контакт       | 2000. |
| Извор   |           |               |       |